# Долење (Домжале)
Долење (словен. Dolenje) је насељено место у општини Домжале, Средњесловенска регија, Словенија.

## Историја
До територијалне реорганизације у Словенији било је саставу старе општине Домжале.

## Становништво
У попису становништва из 2011. године, Долење је имало 44 становника.
| Број становника према пописима | Број становника према пописима | Број становника према пописима |
| ------------------------------ | ------------------------------ | ------------------------------ |
| 1991                           | 2002                           | 2011                           |
| 27                             | 43                             | 44                             |